# Каримов, Убайдулла Исраилович
 Убайдулла Исраилович Каримов (1 апреля 1920 года, Ташкент — 11 октября 1997 года, Ташкент) — известный узбекский историк-востоковед и источниковед, доктор исторических наук, профессор, действительный член АН РУз, заслуженный деятель науки Узбекистана, лауреат Государственной премии имени Беруни.

## Биография
Родился 1 апреля 1920 г. в Ташкенте в семье кузнеца. В 1941 г. окончил химико-технологический факультет Среднеазиатского индустриального института по специальности инженера-технолога; в 1942—1944 гг. был ассистентом этого факультета. В 1944 г. поступил на восточный факультет САГУ и окончил его в 1949 г. по специальности востоковеда-филолога.
С августа 1941 г. по май 1942 г. принимал участие в Великой Отечественной войне и был демобилизован по ранению.
В 1948—1951 гг. был аспирантом Института востоковедения АН УзССР; в 1949—1952 гг. преподавал также персидский язык на восточном факультете САГУ. С мая 1952 г. работает в Институте востоковедения им. Абу Райхана Берунн АН УзССР сначала на должности младшего, затем старшего научного сотрудника. В 1959—1975 гг. У. И. Каримов заведовал сектором описания и каталогизации восточных рукописей, в 1975—1988 гг.— сектором публикации памятников науки и культуры, а с 1988 г. он — ведущий научный сотрудник ИВ АН УзССР.
В 1953 г. защитил кандидатскую диссертацию «Неизвестное сочинение Абу Бакра ар-Разн „Книга тайны тайн“ в свете других его трудов по химии», а в 1971 г.— докторскую на тему: «Китаб ас-сайдана („Фармакогнозия“) Беруни». В 1971 г. за исследование и издание на высоком научном уровне трудов Беруни У. И. Каримов удостоен Государственной премии Узбекской ССР в области науки и техники им. Абу Райхана Беруни. В 1974 г. был избран членом-корреспондентом АН УзССР, а в 1980 г. ему присвоено звание заслуженного деятеля науки Узбекской ССР. В 1995 стал академиком АН УзССР.
Один из основных исследователей и переводчиков научного наследия Абу Али ибн Сины. При его активном участии был впервые осуществлен перевод на узбекский язык всех пяти книг «Канона врачебной науки» Ибн Сины. В 1985 г. изданы "Избранные разделы «Канона врачебной науки», подготовленные У. И. Каримовым совместно с Э. Хуршутом.
В 1980 г. У. И. Каримов в соавторстве с 3. Бабахановым издал на русском языке «Трактат Ибн Снны по гигиене», а в 1987 г. совместно с X. Хикматуллаевым — «Медицинские трактаты» Ибн Сины на узбекском языке.
В 1973 г. У. И. Каримовым опубликован русский перевод с исследованием и обширными научными комментариями последнего крупнейшего труда Беруни «Китаб ас-сайдана» («Фармакогнозия»)— ценнейшего источника по истории лекарствоведения на средневековом Востоке. У. И. Каримовым выполнен узбекский перевод IV тома знаменитых арабских сказок «Тысяча и одна ночь».
Скончался 11 октября 1997 года.